# أنتون ياندا
أنتون ياندا (بالألمانية: Anton Janda)‏ (1 مايو 1904 – 1986) لاعب كرة قدم نمساوي راحل كان يجيد اللعب في خط الدفاع .
لعب طوال مسيرته الرياضية في نادي أدميرا فاكر مودلينغ (1924-1935).
مثل منتخب النمسا في 10 مباريات (1928-1934). شارك مع منتخب النمسا في بطولة كأس العالم 1934 في إيطاليا حيث احتل المركز الرابع.

## وصلات خارجية
- أنتون ياندا على موقع الاتحاد الدولي (مؤرشف)  (الإنجليزية)
- أنتون ياندا على موقع قاعدة بيانات كرة القدم.إي يو (الإنجليزية)
- أنتون ياندا على موقع ناشيونال فوتبول تيمز (الإنجليزية)
- سيرة ذاتية